# Теорема Люка
У математиці теоремою Люка́ називають таке твердження про остачу від ділення біноміального коефіцієнта {\displaystyle {\tbinom {m}{n}}} на просте число p:
{\displaystyle {\binom {m}{n}}\equiv \prod _{i=0}^{k-1}{\binom {m_{i}}{n_{i}}}{\pmod {p}},}
де {\displaystyle m=(m_{k-1},\dots ,m_{0})_{p}} і {\displaystyle n=(n_{k-1},\dots ,n_{0})_{p}} — подання чисел m і n у p-ковій системі числення.
Зокрема, біноміальний коефіцієнт {\displaystyle {\tbinom {m}{n}}} ділиться на просте число p націло тоді й лише тоді, коли хоча б одна p-кова цифра числа n перевищує відповідну цифру числа m.
Теорему вперше вивів 1878 року французький математик Едуард Люка.

## Доведення
Розглянемо коефіцієнт при {\displaystyle x^{n}} у многочлені {\displaystyle (x+1)^{m}} над скінченним полем {\displaystyle GF(p)}. З одного боку, він просто дорівнює {\displaystyle {\tbinom {m}{n}}}. З іншого боку, оскільки
{\displaystyle (x+1)^{m}=\prod _{i=0}^{k-1}(x+1)^{m_{i}p^{i}}\equiv \prod _{i=0}^{k-1}(x^{p^{i}}+1)^{m_{i}}{\pmod {p}},}
то, щоб з останнього добутку отримати коефіцієнт при {\displaystyle x^{n}}, потрібно з нульового співмножника взяти коефіцієнт при {\displaystyle x^{n_{0}}}, з першого — коефіцієнт при {\displaystyle x^{n_{1}p}}, a в загальному випадку з {\displaystyle i}-го співмножника — коефіцієнт при {\displaystyle x^{n_{i}p^{i}}}. Прирівнюючи коефіцієнти, отримуємо
{\displaystyle {\binom {m}{n}}\equiv \prod _{i=0}^{k-1}{\binom {m_{i}}{n_{i}}}{\pmod {p}}.}